# Августа Гессен-Кассельская (1797—1889)
Августа Вильгельмина Луиза Гессен-Кассельская (нем. Auguste Wilhelmine Luise von Hessen-Kassel; 25 июля 1797, Кассель — 6 апреля 1889, Лондон) — принцесса Гессен-Кассельская, супруга Адольфа Фредерика, герцога Кембриджского. Бабушка английской королевы Марии Текской.

## Биография
Принцесса Августа Вильгельмина Луиза Гессен-Кассельская родилась в семье ландграфа Гессен-Кассельского Фридриха и Каролины Нассау-Узингенской 25 июля 1797 года. Она была младшим ребёнком в семье. По линии отца Августа приходилась внучкой королю Георгу II.
7 апреля в Касселе, а затем 1 июня 1818 года в Лондоне она вышла замуж за Адольфа Фредерика, герцога Кембриджского. Августа и Адольф были троюродными братом и сестрой. На момент свадьбы невесте был 21 год, жениху — 43. После брака Августа получила титул Её Королевское Высочество герцогиня Кембриджская. Этот титул сегодня носит принцесса Уэльская Кэтрин, супруга принца Уэльского Уильяма, старшего сына короля Карла III. В семье родилось трое детей:
- Георг (1819—1904), герцог Кембриджский, также британский военачальник, более успешный, чем отец
- Августа (1822—1916),
- Мария (1833—1897), замужем за Франциском, герцогом Текским, от этого брака родились британская королева Мария Текская, жена Георга V, и герцог Адольф Текский, названный в честь деда, а в 1917 году получивший от Георга V фамилию Кембридж и титул маркиза Кембриджского.

С 1818 года и до вступления королевы Виктории на трон Великобритании в 1837 года Августа и её супруг жили в Ганновере, где Адольф Фредерик был наместником во время правления братьев Георга IV и Вильгельма IV. В 1837 году они вернулись в Великобританию и стали проживать во дворце Кью, а затем в Сент-Джеймсском дворце. Адольф умер в 1850 году. Августа пережила супруга на тридцать девять лет и умерла в возрасте 91 года, став самой долгоживущей из невесток короля Георга III.

### Титулы
- 25 июля 1797 — 7 мая 1818: Её Светлость принцесса и ландграфиня Августа Гессен-Кассельская[3]
- 7 мая 1818 — 6 апреля 1889: Её Королевское Высочество герцогиня Кембриджская